# Markt Indersdorf

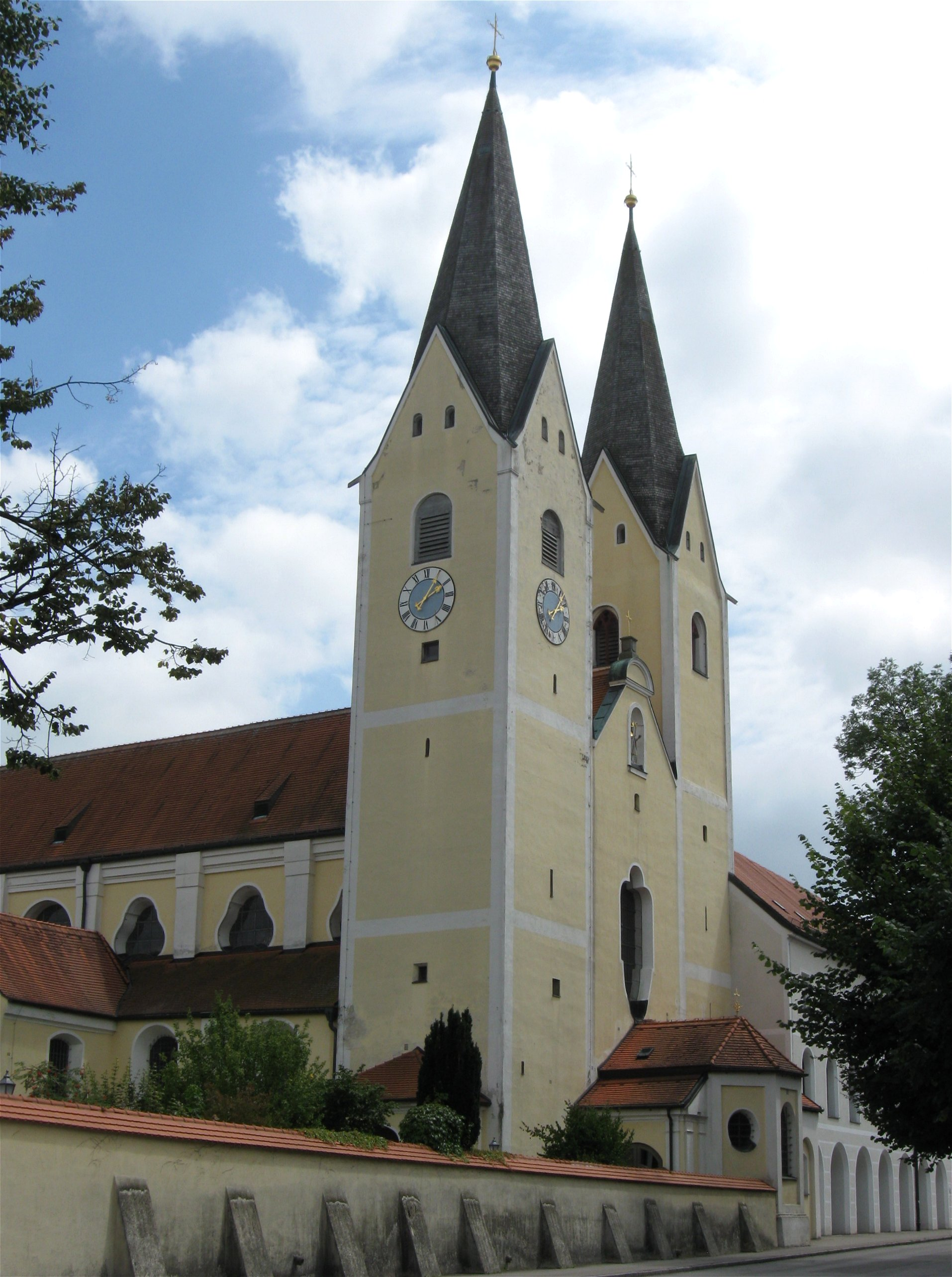
Markt Indersdorf

Markt Indersdorf este o comună aflată în districtul Dachau, regiunea administrativă Bavaria Superioară, landul Bavaria, Germania.